# 男と女 人生最良の日々
『男と女 人生最良の日々』（おとことおんな じんせいさいりょうのひび、仏: Les plus belles années d'une vie）は、2019年のフランスの恋愛映画。
1966年公開の映画『男と女』の続編であり、『男と女』の印象的な場面を回想のように使いながら二人の52年後を描いている。
監督のクロード・ルルーシュをはじめ、主演のアヌーク・エーメとジャン＝ルイ・トランティニャン、音楽のフランシス・レイなど、当時のスタッフとキャストが再結集している。
キャッチコピーは「『男と女』から53年。運命の恋がまた始まる……。」。

## ストーリー
とある海辺の老人ホームで余生を送る元レーシングドライバーのジャン・ルイ、今では徐々にかつての記憶を失い始めていた。ジャン・ルイの息子はそんな父のため、父がずっと追い求めている女性アンヌを捜し出すことを決意。その思いを知ったアンヌはジャン・ルイのもとを訪ね、別々の道を歩んできた2人はついに再会を果たす。

## キャスト
※括弧内は日本語吹替
- アンヌ・ゴーティエ: アヌーク・エーメ（沢田敏子）
- ジャン・ルイ・デュロック: ジャン＝ルイ・トランティニャン（小林清志）
- アントワーヌ・デュロック: アントワーヌ・シレ（フランス語版）（上別府仁資） - ジャン＝ルイの息子。
- 高齢者介護施設の責任者: マリアンヌ・ドニクール（フランス語版）
- フランソワーズ・ゴーティエ: スアド・アミドゥ（フランス語版）（今泉葉子） - アンヌの娘。獣医。
- エレナ: モニカ・ベルッチ（今泉葉子） - ジャン＝ルイの娘。
- テス: テス・ローヴェルニュ（松本沙羅）

## スタッフ
- 監督：クロード・ルルーシュ
- 製作：サミュエル・ハディダ、ヴィクター・ハディダ、クロード・ルルーシュ
- 製作総指揮：ジャン＝ポール・ドゥ・ヴィダ（フランス語版）
- 脚本：クロード・ルルーシュ、ヴァレリー・ペラン（フランス語版）
- 撮影：ロベール・アラズラキ（フランス語版）
- 編集：ステファヌ・マザレグ
- 音楽：フランシス・レイ、カロジェロ
- 日本語版字幕：内海千広
- 日本語版演出：市来満
- 日本語版翻訳：藤原恵子

## 製作
本作ついてルルーシュは、『男と女』公開50周年記念パーティーで主演の二人が存命で会っているのを見たことがきっかけとなり制作したと語っている。また『男と女』が世界的な成功を収めたことで、これまで自分が撮りたいと思う映画だけを作ってこられたことから、「自分の親に恩返しをするつもりで、この物語のエピローグを作ることにした」という。
タイトルの由来は、映画冒頭にも引用されたヴィクトル・ユーゴーの「Les plus belles années d'une vie（人生最良の日々とは、まだ生きていない日々だ）」という言葉から。ルルーシュは、本作を昔を甘く追想する作品にしようとしたわけではなく、現在は過去より強いということを伝えたかったという。

## 作品の評価
アロシネによれば、フランスの14のメディアによる評価の平均点は5点満点中3.4点となっている。
Rotten Tomatoesによれば、9件の評論のうち高評価は78%にあたる7件で、平均点は10点満点中6.7点となっている。